# Зносичи
Зносичи (укр. Зносичі) — село, центр Зносисчкого сельского совета Сарненского района Ровненской области Украины.
Население по переписи 2001 года составляло 2256 человек. Почтовый индекс — 34545. Телефонный код — 3655. Код КОАТУУ — 5625481101.

## Местный совет
34545, Ровненская обл., Сарненский р-н, с. Зносичи.